# Théo Defourny
Théo Defourny, né le 25 avril 1992 à Bourg-Saint-Maurice en France, est un footballeur belge qui joue au poste de gardien de but au Sporting de Charleroi.

## Biographie

### En club
Né à Bourg-Saint-Maurice en France, Théo Defourny est notamment formé par l'Olympique lyonnais. Defourny intègre le centre de formation du club français de Lyon à l'âge de 12 ans. À l'été 2011, Manchester United, club de Premier League, propose de le recruter pour 1 million d'euros, mais Lyon rejette l'offre. Il est prêté à l'Antwerp, club de deuxième division belge, pour un an au cours de la saison 2011-2012. Il y joue 27 rencontres. Lors de la saison 2012-13, il est prêté pour un an au FC Rouen 1899, club de troisième division française. À partir de la saison 2013-14, il fait partie de l'équipe première de Lyon, où il est en concurrence avec Rémy Vercoutre, Anthony Lopes et Mathieu Gorgelin. Defourny ne réussit cependant pas à percer en équipe première : il ne joue que pour l'équipe réserve du club en CFA cette saison là.
En 2014, il quitte Lyon pour le Royal Excelsior Virton en deuxième division belge. Après une saison, il est transféré au Royal Excel Mouscron, où, il est d'abord le remplaçant Vagner et depuis Matej Delač. Après deux saisons en tant que gardien de but remplaçant, Defourny rejoint l'AFC Tubize, où il redevient titulaire après le départ de Quentin Beunardeau. Malgré les bonnes performances de Defourny, Tubize termine deux fois dernier de la compétition. En 2018, le club peut encore se sauver administrativement en raison de la faillite du Lierse, mais en 2019, Tubize est relégué en première division amateur belge. Defourny fait néanmoins partie de l'équipe de la saison de la Proximus League.
Defourny est engagé par Lokeren en juillet 2019, où il succède à Ortwin De Wolf. Là, il doit faire face à la concurrence de Davino Verhulst. Lorsque Verhulst est mis à l'écart en janvier 2020 en raison de problèmes privés, Defourny récupère sa place.
Après la faillite du club à la fin de la saison, il est transféré à la KAS Eupen. Il y débute en tant que remplaçant d'Ortwin De Wolf, mais lorsque ce dernier se blesse lors du match de championnat contre le Sporting Charleroi à la fin du mois de novembre, Defourny prend sa place. Il reste gardien titulaire jusqu'à la dernière journée de la saison, contre Charleroi, où Robin Himmelmann est titularisé.
En juillet 2021, Defourny signe un contrat de trois ans avec le RWDM, club alors en deuxième division belge.
En juin 2024, Defourny quitte le RWDM et signe au Sporting de Charleroi pour trois saisons.